# Frank Emmelmann
Frank Emmelmann, född i Schneidlingen 15 september 1961, är en tysk före detta friidrottare på internationell elitnivå. Emmelmann representerade Östtyskland och tävlade i kortdistanslöpning, med flera medaljer på 100 meter, 200 meter och 4 x 100 meter vid europamästerskap, europacuper och världscuper. 
Emmelmann tävlade för klubben SC Magdeburg och blev östtysk mästare vid flera tillfällen. Två gånger, 1981 och 1985, lämnade han de östtyska mästerskapen med tre guldmedaljer (100 meter, 200 meter och 4 x 100 meter).
Frank Emmelmann gifte sig 1984 med Kirsten Emmelmann, född Siemon.

## Personliga rekord
| Gren  | Resultat | Datum             | Plats  | Kommentar                                                   |
| ----- | -------- | ----------------- | ------ | ----------------------------------------------------------- |
| 100 m | 10,06    | 22 september 1985 | Berlin | Ännu gällande tyskt rekord (oktober 2009)                   |
| 200 m | 20,23    | 18 augusti 1985   | Moskva | Tyskt rekord till 3 juli 2005, då det slogs av Tobias Unger |